# 共和 (英国)
共和（英語：Republic）是一个英国的共和主义压力团体，成立于1983年。它主张以法定的议会共和制取代英国的君主制。它是欧洲共和运动联盟的成员组织。目前，它是英国规模最大的专注于推动建立共和国的组织。其他类似组织还包括“不再有王室”、“我们的共和国”、“威尔士共和国”以及“争取共和国劳工”。该组织表示其使命是：“以民主的共和宪政取代世袭君主制”。截至2023年，卡罗尔·莱弗为该组织主席，格雷厄姆·史密斯为首席执行官。2023年5月，该组织有9000名成员。